# Нортоше
Нортоше је насеље у Италији у округу Перуђа, региону Умбрија.
Према процени из 2011. у насељу је живело 7 становника. Насеље се налази на надморској висини од 859 м.